# Fallom
Fallom è un personaggio comparso nel romanzo di Isaac Asimov tradotto in italiano con il titolo di Fondazione e Terra; Si tratta di una bambina/bambino nativa di Solaria, un pianeta facente parte dei mondi spaziali, vale a dire i primi 50 mondi colonizzati dai terrestri nell'universo immaginario di Asimov.
Peculiarità degli abitanti di Solaria è l'ingegneria genetica portata a livelli estremi, grazie alla quale hanno modificato loro stessi fino a diventare ermafroditi, capaci di autoriprodursi. Questa caratteristica risulta essere lo stadio finale di un'aberrazione sociologica, già evidenziata nel romanzo Il sole nudo, che li spinge ad evitare il più possibile i contatti diretti con qualsiasi altro essere umano.
A causa della morte certa a cui andrebbe incontro Fallom nel caso rimanesse sul pianeta, Golan Trevize e Bliss decidono di portarla via con loro mentre fuggono.
Avrà un ruolo determinante sia nel ritrovamento di R. Daneel Olivaw che negli avvenimenti futuri che Isaac Asimov non ebbe modo di scrivere